# Andreas Theißen
Andreas Theißen (* 1972 in Berlin) ist ein deutscher Kommunalpolitiker (NPD) und Rechtsextremist. Er war zeitweise stellvertretender Leiter des Bundesordnungsdienstes seiner Partei. Bis zum Jahre 2016 fungierte er als Büroleiter von Udo Pastörs und ist aktuell Stadtvertreter in Lübtheen. Sein langjähriges Engagement in der Neonazi-Szene und mehrere Strafverfahren machten ihn überregional bekannt.

## Leben
Theißen war von 1992 bis 1994 Funktionär („Unterführer“) der mittlerweile verbotenen neonazistischen Wiking-Jugend. Er nahm an Veranstaltungen in der Lüneburger Heide teil und pflegte Kontakte zur Nationalistischen Front, so der NPD-Verbotsantrag der Bundesregierung von 2001. In den 1990er Jahren gehörte er einer Wehrsportgruppe um Gerd Ulrich an. Wegen des Verstoßes gegen das Sprengstoffgesetz wurde er 1999 vom Amtsgericht Hagenow zu einer Freiheitsstrafe von 15 Monaten auf Bewährung verurteilt.
Er stand mit seiner in der Szene aktiven Familie in Kontakt mit dem mittlerweile verbotenen neonazistischen Verein Heimattreue Deutsche Jugend (HDJ) und organisierte dort Zeltlager. Die völkische-nationale Erziehung von Kindern in dieser Region sorgte für überregionales Medieninteresse. Röpke stellte nach jahrelangen Recherchen zu Theißens Engagement in der HDJ fest, sie wollten mit ihrer „nationalistische[n], antidemokratische[n] Bildungsdressur [...] die Kader von morgen schulen.“ Nach der Historikerin Sandra Pingel-Schliemann und dem Sozialpädagogen Karl-Georg Ohse (2006) sei Theißen ein „bundesweit bekannte[r] Neonazi[]“.
2008 wurde Theißen vom Amtsgericht Schwerin wegen Körperverletzung und Nötigung – er griff als Mitglied des Ordnungsdienstes einen NDR-Kameramann an – zu einer Geldstrafe i.H.v. 1.000 Euro verurteilt. Die Berufung vor dem Landgericht Schwerin wurde 2009 zurückgewiesen. Zeitweise war Theißen unter Manfred Börm stellvertretender Leiter des Bundesordnungsdienstes der Partei. Er trat wiederholt bei, zum Teil in Verfassungsschutzberichten erwähnten Demonstrationen, etwa gemeinsam mit Jürgen Gansel, René Despang und Udo Pastörs bei der Spontandemo „Willkür durch Polizei und Justiz“ der Jungen Nationaldemokraten (JN) auf.
Theißen engagierte sich in der Vergangenheit bei Wahlkämpfen u. a. der Landtagswahl in Mecklenburg-Vorpommern 2006 im Wahlkreis Parchim II (5,8 Prozent der Erststimmen) und im Jahr 2011 im Wahlkreis Ludwigslust III (6,2 Prozent der Erststimmen). Er gilt als Weggefährte der NPD-Funktionäre Udo Pastörs und Stefan Köster; er war NPD-Kreisvorsitzender Westmecklenburg und ist angestellter Wahlkreisbüroleiter von Udo Pastörs, dem Fraktionsvorsitzenden der NPD im Landtag Mecklenburg-Vorpommern, in Lübtheen. Bei den Kommunalwahlen in Mecklenburg-Vorpommern 2009 wurde er in den Stadtrat von Lübtheen gewählt. 2014 konnte er sich erneut einen Platz sichern, fungiert seitdem als Vorsitzender der zweiköpfigen Fraktion (mit der Ehefrau von Pastörs) und ist in mehreren Ausschüssen vertreten. Er gilt als ein Beispiel für das neue „Kümmerer“-Image der Partei.
Er war Mitinitiator des Pegida-Ablegers MVgida, der mittlerweile vom Verfassungsschutz Mecklenburg-Vorpommern beobachtet wird. Bei der Landtagswahl in Mecklenburg-Vorpommern 2016 kandidiert er auf Listenplatz 6 seiner Partei.
Theißen, gelernter Zimmermann und Forstwirt, ist mit der Tochter Birkhild des Verlegers Uwe Berg (Uwe Berg-Verlag) aus Toppenstedt verheiratet, ist Vater von sechs Kindern und lebt seit 1999 in Lübtheen in Mecklenburg-Vorpommern. Er arbeitet als Zimmermann, Baumpfleger und Baumkontrolleur. Die Ansiedlung von NPD-Kadern in Norddeutschland sei Teil einer Strategie des „nationalen Widerstand[s]“, so Beobachter.